# Тимофеев, Анатолий Богданович
Анатолий Богданович Тимофеев; при рождении Кривобок (1960, Березань, Киевская область — август 1996, Киев) — украинский и российский серийный убийца, совершивший по версии следствия в период с 11 сентября 1991 по сентябрь 1992 года на территории Украины и России 13 убийств из корыстных побуждений. В 1995 году Анатолий Тимофеев был приговорён к смертной казни за совершение 7 убийств на территории Украины, после чего в августе 1996 года был расстрелян. Считается последним осуждённым к смертной казни в истории Украины, который был расстрелян до принятия моратория на исполнение смертных приговоров.

## Биография

### Детство и юность
Анатолий Кривобок родился в 1960 году в городе Березань (Киевская область). Детство провел в социально неблагополучной обстановке. Оба родителя Анатолия вели маргинальный образ жизни и страдали алкогольной зависимостью. В школьные годы, Кривобок не испытывал интереса к учебному процессу и много свободного времени проводил на улице, которая как социально-педагогическая среда сильно повлияла на формирование его личности. В 1972 году Анатолий Кривобок был арестован за совершение кражи. Решением комиссии по делам несовершеннолетних он был освобожден от уголовной ответственности и направлен в спецшколу для трудных подростков, расположенную в городе Жмеринка (Винницкая область), где он провел 2 года. Согласно признательным показаниям Кривобока, в спецшколе его систематически избивали более старшие ребята, вследствие чего он дважды сбегал из неё, но каждый раз его ловили и отправляли обратно. В этот период психическое состояние Кривобока резко ухудшилось. После возвращения домой, он продолжил обучение в обычной общеобразовательной школе, однако из-за проблем с психикой он вскоре заработал среди сверстников репутацию хулигана и начал проявлять агрессивное поведение по отношению к другим детям и постоянно подвергался дисциплинарным взысканиям со стороны администрации школы. После окончания школы Анатолий Кривобок нигде не учился и на протяжении нескольких последующих лет вел бродяжнический образ жизни, зарабатывая на жизнь кражами и случайными заработками. В 1981 году он был арестован по обвинению в совершении кражи и осужден на 3 года лишения свободы. В 1983 году, получив условно-досрочное освобождение, Анатолий Кривобок вышел на свободу, однако вскоре снова был арестован за совершение кражи. На этот раз суд назначил ему уголовное наказание в виде 7 лет тюремного заключения. Согласно утверждению самого Кривобока, находясь в местах лишения свободы, он не пользовался авторитетом среди других осужденных и часто подвергался физическим нападкам и другим издевательствам. Отбыв свое наказание полностью, в очередной раз Кривобок вышел на свободу в июле 1990 года, после чего вернулся в родной город, где в октябре 1990 года женился на одной из местных девушек. После свадьбы Кривобок взял фамилию жены и официально сменил имя, став Анатолием Тимофеевым.

### Убийства
После свадьбы Анатолий Тимофеев продолжил вести криминальный образ жизни. На жизнь он зарабатывал кражами. Во время совершения одного из преступлений, Тимофеев едва снова не был арестован сотрудниками милиции, после чего решил во время совершения всех последующих краж не оставлять в живых свидетелей преступлений. Во время совершения убийств Тимофеев продемонстрировал выраженный ему образ действия. В число его жертв попадали попадали пожилые люди, зачастую проживающие в одиночестве. Перед проникновением в их дома, Тимофеев тщательно изучал особенности географической местности, пути отхода, и в течение продолжительного времени вел наблюдение за потенциальными жертвами с целью удостовериться в том, что они проживают одни. Изучив образ жизни своих потенциальных жертв, Тимофеев всегда старался проникнуть в дом во время отсутствия его хозяев, однако это не всегда ему удавалось. В случае обнаружения в доме жильцов, Тимофеев хладнокровно убивал своих жертв, после чего запирал дом или поджигал его с целью уничтожения улик. Первое убийство он совершил 11 сентября 1991 года в городе Бровары (Киевская область). В тот день на улице Челюскинцев он пробрался в дом, где проживала пожилая женщина по фамилии Щербак. Оглушив женщину, Тимофеев обыскал дом, нашел ювелирные украшения, после чего задушил женщину ремнем и поджег дом.
Следующее убийство Тимофеев совершил после распада СССР — 20 апреля 1992 года. Преступление было совершено в селе Пристромы (Переяслав-Хмельницкий район, Киевская область). В тот день он поочередно совершил проникновение со взломом в три дома, но ничего ценного не нашел. Поздно вечером того же дня он проник ещё в одно домовладение, где одиноко жила пожилая женщина по фамилии Бобровник. Дом был пуст, однако Тимофеев не успел его покинуть до возвращения хозяйки. После того как Бобровник появилась в доме, Анатолий Тимофеев совершил нападение на неё, в ходе которого избил скалкой. Полагая, что женщина мертва, Тимофеев забрал из дома все ценное, после чего скрылся. Однако Бобровник выжила. Ей была оказана медицинская помощь, после чего она дала сотрудникам милиции описание внешности Анатолия Тимофеева, на основании чего был составлен его фоторобот.
28 апреля 1992 года Анатолий Тимофеев оказался в селе Корнеевка (Барышевский район Киевской области). В 12 часов того дня он проник в дом, где проживал пожилой мужчина по фамилии Сухомлин. Хозяин дома попытался оказать сопротивление Тимофееву, но преступник сумел его одолеть. После того, как Сухомлин перестал сопротивляться, Тимофеев нанес ему несколько ударов топора по голове, после чего ещё затянул на шее убитого петлю из тряпок. В ходе обыска дома он похитил деньги и ряд других вещей, представляющих материальную ценность, после чего поджег дом и скрылся.
Следующее убийство он совершил 14 августа 1992 года в селе Зеленьки (Мироновский район Киевской области). В тот день, пользуясь отсутствием жильцов, Тимофеев совершил кражи сразу в двух домах, после чего проник в дом очередной жертвы. Он не успел покинуть дом до появления хозяйки, которая заметив его успела выскочить из дома во двор и позвать на помощь. Однако женщину никто не услышал. Тимофееву удалось в ходе борьбы с ней затащить её внутрь дома, где он её задушил. В ходе обыска дома он обнаружил деньги и ювелирные украшения, после чего покинул дом и скрылся. Во время совершения этого убийства Тимофеев потерял в доме убитой свои документы, после чего сотрудникам милиции стало известно его имя, и он был объявлен в розыск. Через 4 дня Анатолий Тимофеев совершил убийство в городе Жмеринка. Жертвой стала 88-летняя женщина, которую он задушил в ходе ограбления её дома, после чего покинул Украину и переехал в Россию с целью скрыться от следствия.
В сентябре 1992 года Анатолий Тимофеев появился в селе Воскресенка (Медынский район Калужской область), где проживали родственники его жены. Прожив в их доме несколько дней, Тимофеев вскоре уехал из села с целью продолжения совершения краж и ограблений в различных селах. Он приехал в поселок Апрелевка, где вскоре после недолгого наблюдения проник в один из домов. В доме он обнаружил двух пожилых женщин, сестер Зубаковых, которых поочередно задушил, после чего обыскал дом, забрал деньги и спокойно покинул место преступления.
Следующее убийство он совершил недалеко от своего нового местожительства в городе Медынь. 11 сентября 1992 года он проник в дом женщины, где задушил её. В ходе обыска дома он нашел небольшую сумму денег и бутылку водки.
Последние убийства Анатолий Тимофеев совершил в городе Малоярославец в середине сентября того же года. В один и тот же день он совершил тройное убийство. Обокрав три дома, Тимофеев проник в дом, где застал хозяйку дома, которую хладнокровно задушил. Блуждая по окраине города, вечером того же дня он проник ещё в один дом, где проживали пожилые супруги Былинины. Тимофеев хладнокровно задушил 88-летнего мужчину, после чего обыскал дом, нашел деньги и задушил 83-летнюю жену убитого, после чего скрылся.

### Арест, следствие и суд
В это время в результате взаимодействия Генпрокуратуры РФ с Генпрокуратурой Украины, сотрудники правоохранительных органов России получили ориентировку на Тимофеева и установили адрес жительства его родственников в селе Воскресенка, где была устроена засада. Узнав об этом, Анатолий Тимофеев решил бежать из России и отправился в Москву. Он был задержан в ходе стандартной проверки документов 19 сентября 1992 года на станции метро «Киевская» в Москве. Через несколько дней по результатам криминалистическо-дактилоскопической экспертизы его личность была установлена, после чего Тимофеев начал давать признательные показания в совершении убийств и признал свою вину. В дальнейшие дни в ходе переговоров между Генпрокуратурой РФ с Генпрокуратурой Украины была достигнута договоренность об экстрадиции Анатолия Тимофеева на Украину для проведения судебного процесса по обвинению его в совершении 7 убийств, которые он совершил на её территории. Судебный процесс открылся в начале 1995 года. В ходе него суд собранную следствием доказательственную базу признал исчерпывающей, вследствие чего признал Анатолия Тимофеева виновным в совершении 7 убийств и приговорил к исключительной мере наказания — смертной казни через расстрел. После вынесения приговора Тимофеев подал кассационную жалобу в Верховный суд Украины, которая была отклонена.

Комментарий бывшего судьи Апелляционного суда Киевской области Лолиты Романец, которая в 1995 году вынесла расстрельный приговор Анатолию Тимофееву: 
Кривобок-Тимофеев (фамилию жены он, по его словам, взял, желая начать новую жизнь после многих лет заключения) в ходе суда вел себя очень спокойно, даже равнодушно. Внешне это был маленький, худенький, абсолютно незаметный человек. Замечено, что, как правило, серийные убийцы и бывают такими, ничем не выделяющимися из толпы людьми. Увидишь такого — и не запомнишь… Тимофеев был вменяемым, психически здоровым, но очень скрытным, малоразговорчивым. На вопросы отвечал четко, однако немногословно. Помню, мы его спросили: в течение какого времени вы могли попасть в жилище и найти там то, что вас интересовало? Он ответил: в течение пяти минут! Подсудимый был в какой-то степени психолог и знал, кто, где и что может спрятать. Тимофеев был очень одиноким, за все время суда никто к нему не приезжал, не навещал. И денег на адвоката у него не было, защитника ему дало государство, по назначению. Нам, судьям, показалось, что защитник работал казенно, без огонька, почти не заявлял ходатайств, не искал активно хоть каких-то аргументов в пользу подзащитного. Да, Тимофеев убийца, это признано судом, но все равно он имел право на более качественную защиту. Это волновало суд. Расстрельный приговор в итоге Тимофееву мы вынесли единогласно (двое судей и трое народных заседателей), хотя в принципе нужно простое большинство (то есть трое из пятерых). Никто не написал своего особого мнения, отличного от принятого решения, хотя такое право у каждого члена суда есть. Воспринял Тимофеев этот приговор очень спокойно. Хотя судья, когда выносит расстрельный приговор, сам переживает, это очень морально тяжело. Я в своей жизни как председательствующая на заседании вынесла один такой приговор и помню это чувство. Это было еще до суда над Тимофеевым. Я понимаю, что существуют люди, которым не место на земле, которые совершают чудовищные преступления. Но не дай Бог никому оказаться на месте судьи, которому предстоит вынести смертный приговор. Судья тоже в таком случае отнимает жизнь, а кто его на то уполномочил? Государство? Это спорный вопрос… Но не Господь Бог, который дал жизнь и вправе ее забрать. Получается, государство вынудило меня тоже убить, и это морально тяжело. Таково мое субъективное мнение.
Также Анатолий Тимофеев подозревался в совершении ещё 4 убийств женщин, которые произошли на территории Киевской и Кировоградской областей в период с 25 декабря 1990 года по 21 марта 1992 года, однако доказательства его причастности в ходе расследования найдено не было.
После суда Генпрокуратура РФ подала запрос в МВД Украины с просьбой экстрадировать Тимофеева на территорию России для придания его суду по обвинению в совершении 6 убийств на её территории, однако переговоры были прекращены после того, как Тимофеев был расстрелян в августе 1996 года в Киевском СИЗО-1, став, по одной из версий, последним осужденным к смертной казни в истории Украины, который был расстрелян до принятия моратория на исполнение смертных приговоров.